# William Atherton
William Atherton Knight, II (Orange (Connecticut), 30 juli 1947) is een Amerikaanse film-, theater- en televisieacteur. Zijn ouders zijn Myrtle en Robert Atherton Knight.

## Biografie
Atherton studeerde aan het Carnegie Institute of Technology en het Pasadena Playhouse. Na een aantal kleine rollen brak hij door met zijn rol als vluchteling Clovis Poplin in The Sugarland Express. Daarna speelde hij in films zoals Looking for Mr. Goodbar en The Day of the Locust, en in The Hindenburg. Hij speelde ook in de miniserie Centennial.
Atherton zong onder de naam Bill Atherton het nummer "What´ll I do" van Irving Berlin op de soundtrack van de film The Great Gatsby (1974).
In 1984 trad Atherton op in de komedie Ghostbusters als inspecteur Walter Peck, een rol die hij hernam in Ghostbusters: Frozen Empire uit 2024 waarin de rol inmiddels burgemeester van New York is. Atherton speelde in 1985 professor Jerry Hathaway in de komedie Real Genius. In 1988 speelde hij reporter Dick Thornburg in de actiefilm Die Hard " en "Die Hard 2".
Andere films waarin hij een rol speelde, zijn No Mercy, The Pelican Brief, Bio-Dome, Mad City, The Crow: Salvation, The Last Samurai, Grim Prairie Tales, en de televisiefilms Buried Alive, Headspace en Virus.
Hij had ook gastoptredens in televisieshows zoals The Twilight Zone, Desperate Housewives, The Equalizer, Law & Order en Monk. Zijn optreden in 2007 betreft de film The Girl Next Door.
Atherton was van 2008 tot en met 2009 te zien in acht afleveringen van de Amerikaanse politieserie Life, als Mickey Rayborn.